# Száldobos
Száldobos (ukránul: Стеблівка [Szteblivka], oroszul: Стеблевка [Sztyeblevka], szlovákul: Saldoboša) falu Ukrajnában, Kárpátalján, a Huszti járásban.

## Fekvése
Huszttól 14 km-re délkeletre, a Tisza jobb partján, Huszt és Técső között fekszik.

## Nevének eredete
Neve a régi magyar száldob (= hársfa) névből származik. Szláv neve a magyar név téves fordításából származik, a szláv szteblina ugyanis a növény szárát jelenti.

## Története
Száldobos egykor királyi birtok volt.
1910-ben 1431, túlnyomórészt ruszin lakosa volt. A trianoni békeszerződésig Máramaros vármegye Huszti járásához tartozott.
2020-ig Mihálka tartozott hozzá.

## Népesség
1991-ben 2300 körüli lakosa volt, ruszin többséggel.

## Közlekedés
A települést érinti a Bátyú–Királyháza–Taracköz–Aknaszlatina-vasútvonal.

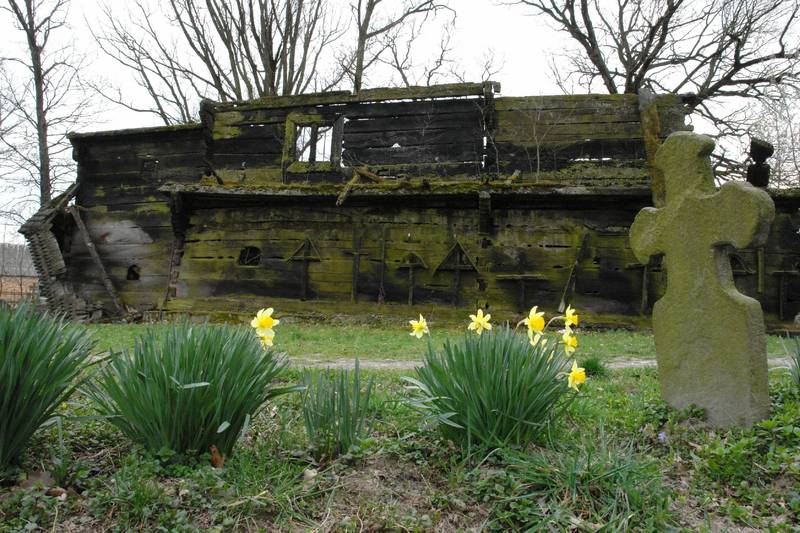
A leégett görögkatolikus fatemplom

## Nevezetességek
- Görögkatolikus fatemploma valószínűleg 1643-ban épült, végleges formáját 1793-ban nyerte el. Jézus mennybemenetelének tiszteletére szentelték. A templom 1994-ben leégett, 2010-ben megkezdődött az újjáépítése.[1]